# Vláda Ivety Radičové
Vláda Ivety Radičové byla v letech 2010–2012 vláda na Slovensku. Předsedkyní vlády byla Iveta Radičová. Tvořila ji koalice Slovenské demokratické a kresťanské únie – Demokratické strany, liberální strany Sloboda a Solidarita, Kresťanskodemokratického hnutí a strany maďarské menšiny Most-Híd.
Vznikla po parlamentních volbách, které se uskutečnily 12. června 2010. Ministři vlády byli jmenováni 9. července. Jednalo se o první vládu samostatného Slovenska, ve které nefigurovaly osoby, které byly v minulosti členy Komunistické strany Slovenska, slovenské buňky KSČ. Pro porovnání, ve Ficově první vládě bylo bývalých členů KSS 11, ve Ficově druhé vládě jich bylo opět 6.
11. října 2011 nebyla vládě vyslovena důvěra, vládla však až do jmenování nové vlády pod vedením Roberta Fica, sestavené po předčasných volbách v březnu 2012.

## Složení vlády
| Úrad                                                                 | Člen vlády                        | Strana | Strana   | Nástup do úřadu    | Odchod z úřadu     |
| -------------------------------------------------------------------- | --------------------------------- | ------ | -------- | ------------------ | ------------------ |
| Předsedkyně vlády                                                    | Iveta Radičová                    |        | SDKÚ-DS  | 8. července 2010   | 4. dubna 2012      |
| Místopředseda vlády pro lidská práva a menšiny                       | Rudolf Chmel                      |        | Most-Híd | 8. července 2010   | 4. dubna 2012      |
| Místopředseda vlády Ministr práce, sociálních věcí a rodiny          | Jozef Mihál                       |        | SaS      | 8. července 2010   | 4. dubna 2012      |
| Místopředseda vlády Ministr financí                                  | Ivan Mikloš                       |        | SDKÚ-DS  | 8. července 2010   | 4. dubna 2012      |
| Místopředseda vlády Ministr dopravy, výstavby a regionálního rozvoje | Ján Figeľ                         |        | KDH      | 8. července 2010   | 4. dubna 2012      |
| Ministr hospodářství                                                 | Juraj Miškov                      |        | SaS      | 8. července 2010   | 4. dubna 2012      |
| Ministr zemědělství a rozvoje venkova                                | Zsolt Simon                       |        | Most-Híd | 8. července 2010   | 4. dubna 2012      |
| Ministr vnitra                                                       | Daniel Lipšic                     |        | KDH      | 8. července 2010   | 4. dubna 2012      |
| Ministr(yně) obrany                                                  | Ľubomír Galko                     |        | SaS      | 8. července 2010   | 23. listopadu 2011 |
| Ministr(yně) obrany                                                  | Iveta Radičová (pověřena řízením) |        | SDKÚ-DS  | 28. listopadu 2011 | 4. dubna 2012      |
| Ministryně spravedlnosti                                             | Lucia Žitňanská                   |        | SDKÚ-DS  | 8. července 2010   | 4. dubna 2012      |
| Ministr zahraničních věcí                                            | Mikuláš Dzurinda                  |        | SDKÚ-DS  | 8. července 2010   | 4. dubna 2012      |
| Ministr školství, vědy, výzkumu a sportu                             | Eugen Jurzyca                     |        | SDKÚ-DS  | 8. července 2010   | 4. dubna 2012      |
| Ministr kultury                                                      | Daniel Krajcer                    |        | SaS      | 8. července 2010   | 4. dubna 2012      |
| Ministr zdravotnictví                                                | Ivan Uhliarik                     |        | KDH      | 8. července 2010   | 4. dubna 2012      |
| Ministr životního prostředí                                          | József Nagy                       |        | Most-Híd | 2. listopadu 2010  | 4. dubna 2012      |

### Počet členů podle navrhujících subjektů
| - SDKÚ-DS  | 5 |
| - SaS      | 4 |
| - KDH      | 3 |
| - Most-Híd | 2 |

### Změny v ministerstvech
1. listopadu 2010 došlo k obnovení Ministerstva životního prostředí. Činnost ministerstva byla rozhodnutím předchozí vlády ukončena k 1. červenci téhož roku. Nová vláda rozhodnutím z 21. června jej opět zřídila.
1. listopadu 2010 byly zároveň přejmenovány tyto resorty: Ministerstvo hospodářství a výstavby na Ministerstvo hospodářství; Ministerstvo dopravy, pošt a telekomunikací na Ministerstvo dopravy, výstavby a regionálního rozvoje; Ministerstvo zemědělství, životního prostředí a regionálního rozvoje na Ministerstvo zemědělství a rozvoje venkova; Ministerstvo kultury a cestovního ruchu na Ministerstvo kultury.

## Vládní krize 2011 a nevyslovení důvěry
Do krize se vláda dostala kvůli nesouhlasu strany Svoboda a Solidarita s posílením pravomocí Evropského nástroje finanční stability označovaného také za záchranný fond eurozóny nebo euroval. Podle SaS by odsouhlasení eurovalu znamenalo porušení vládního programu. Premiérka Radičová se zároveň rozhodla hlasování v parlamentu spojit s vyslovením důvěry celému kabinetu. Posílení eurozóny podpořeno nakonec nebylo a v den hlasování, 11. října 2011 nebyla vládě důvěra vyslovena. Podpořilo ji 55 poslanců ze 126 přítomných. 13. října následně parlament schválil předčasné volby s datem konání 10. března 2012.
Na základě dohody čtyř současných koaličních stran dovládl tento kabinet až do předčasných voleb v březnu. Vládu musel nejprve odvolat prezident Gašparovič, aby ji mohl následně vládnutím pověřit. Toto umožnila změna ústavy, kterou předložili poslanci.